# Nagycsere vasútállomás
Nagycsere vasútállomás egy Hajdú-Bihar vármegyei vasútállomás, Debrecen településen, a MÁV üzemeltetésében. A város központjáról mintegy 10 kilométerre keletre helyezkedik el, a névadó külterületi városrész mellett, közúti elérését a közvetlen közelében húzódó 48-as főút teszi lehetővé.

## Vasútvonalak
Az állomást az alábbi vasútvonalak érintik:
- Debrecen–Nyírábrány-vasútvonal

## Kapcsolódó állomások
A vasútállomáshoz az alábbi állomások vannak a legközelebb:
- Kondoroskert megállóhely (Debrecen–Nyírábrány-vasútvonal)
- Haláp megállóhely (Debrecen–Nyírábrány-vasútvonal)

## Forgalom
| Járat           | Útvonal | Gyakoriság   |
| --------------- | --- | ------------ |
| személyvonat    | Debrecen – Debrecen-Szabadságtelep – Kondoroskert – Nagycsere – Haláp – Vámospércs – Szentannapuszta – Nyírábrány | Napi 5-7 pár |
| személyvonat    | Debrecen – Debrecen-Szabadságtelep – Kondoroskert – Nagycsere – Haláp – Vámospércs – Szentannapuszta – Nyírábrány – Valea lui Mihai (Érmihályfalva) – Șimian (Érsemjén) – Șilindru (Érselénd) – Săcueni (Székelyhíd) – Cadia (Kágya) – Diosig (Bihardiószeg) – Roşiori Bihor (Biharfélegyháza) – Tămăşeu (Paptamási) – Biharia (Bihar) – Episcopia Bihor (Biharpüspöki) – Oradea (Nagyvárad) | Napi 1 pár   |
| személyvonat    | Debrecen – Debrecen-Szabadságtelep – Kondoroskert – Nagycsere – Haláp – Vámospércs – Szentannapuszta – Nyírábrány – Valea lui Mihai (Érmihályfalva) – Curtuişeni (Érkörtélyes) – Resighea (Reszege) – Sanislău (Szaniszló) – Marna (Újmárna) – Carei (Nagykároly) – Domăneşti (Domahida) – Moftin (Kismajtény) – General Gheorghe Avramescu (Gilvács) – Sătmărel (Szatmárzsadány) – Satu Mare Sud (Szatmárnémeti-Dél) – Satu Mare (Szatmárnémeti) | Napi 1 pár   |
| Szamos EuroCity | (közvetlen kocsikkal Wien Hauptbahnhof – Hegyeshalom – Mosonmagyaróvár – Győr – Tatabánya – Budapest-Kelenföld – Budapest-Keleti – Szolnok – Törökszentmiklós – Kisújszállás – Karcag –) Püspökladány – Hajdúszoboszló – Debrecen – Debrecen-Szabadságtelep – Kondoroskert – Nagycsere – Haláp – Vámospércs – (Szentannapuszta →) Nyírábrány – Valea lui Mihai (Érmihályfalva) – Carei (Nagykároly) – Satu Mare (Szatmárnémeti) – Odoreu (Szatmárudvari) – Medieșu Aurit (Aranyosmeggyes) – Apa – Seini (Szinérváralja) – Cicârlău (Nagysikárló) – Baia Mare (Nagybánya) | Napi 1 pár   |